# Більдерберзька група

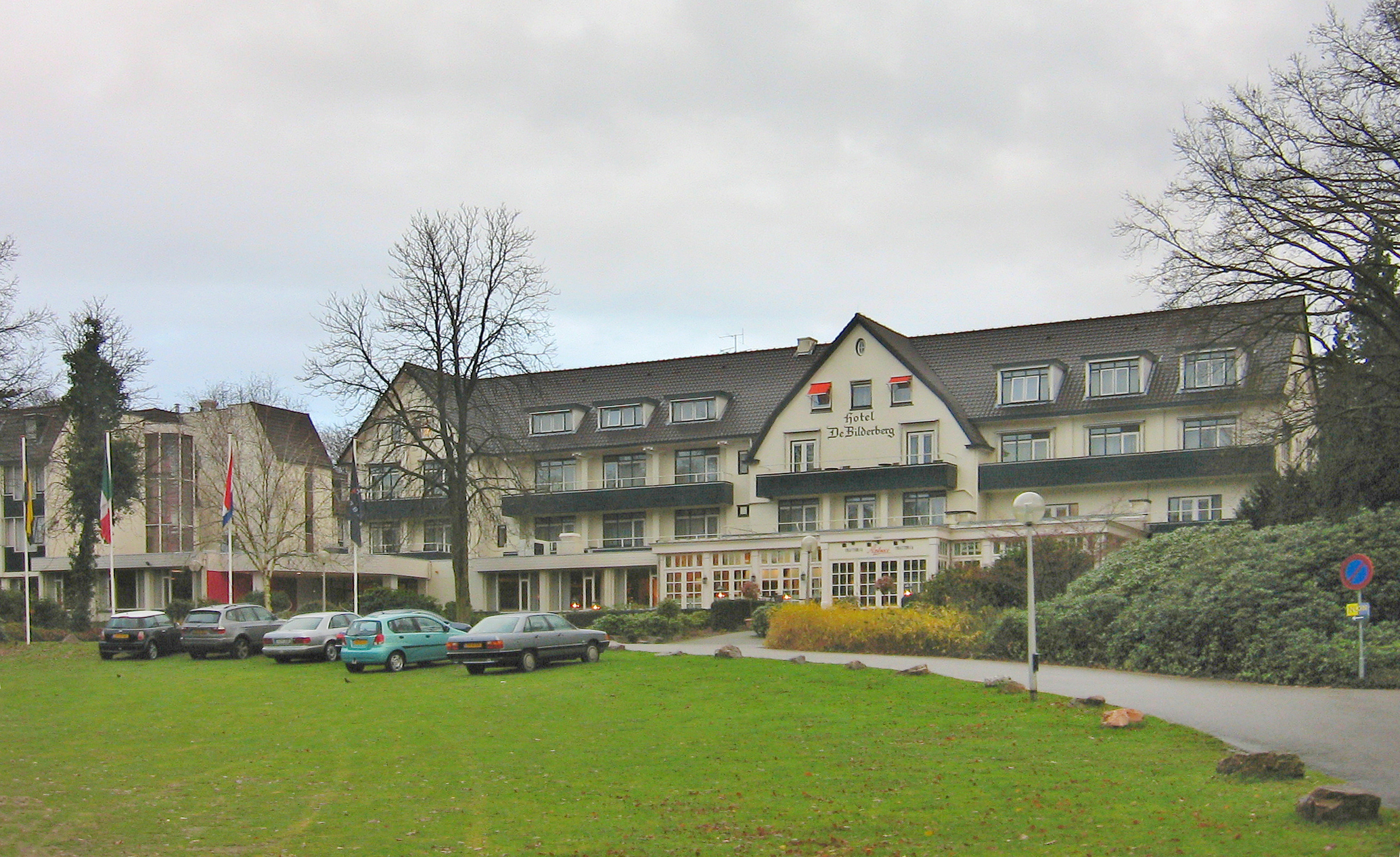
Готель «Більдерберг», Нідерланди, де відбулася перша конференція клубу в 1954 році.

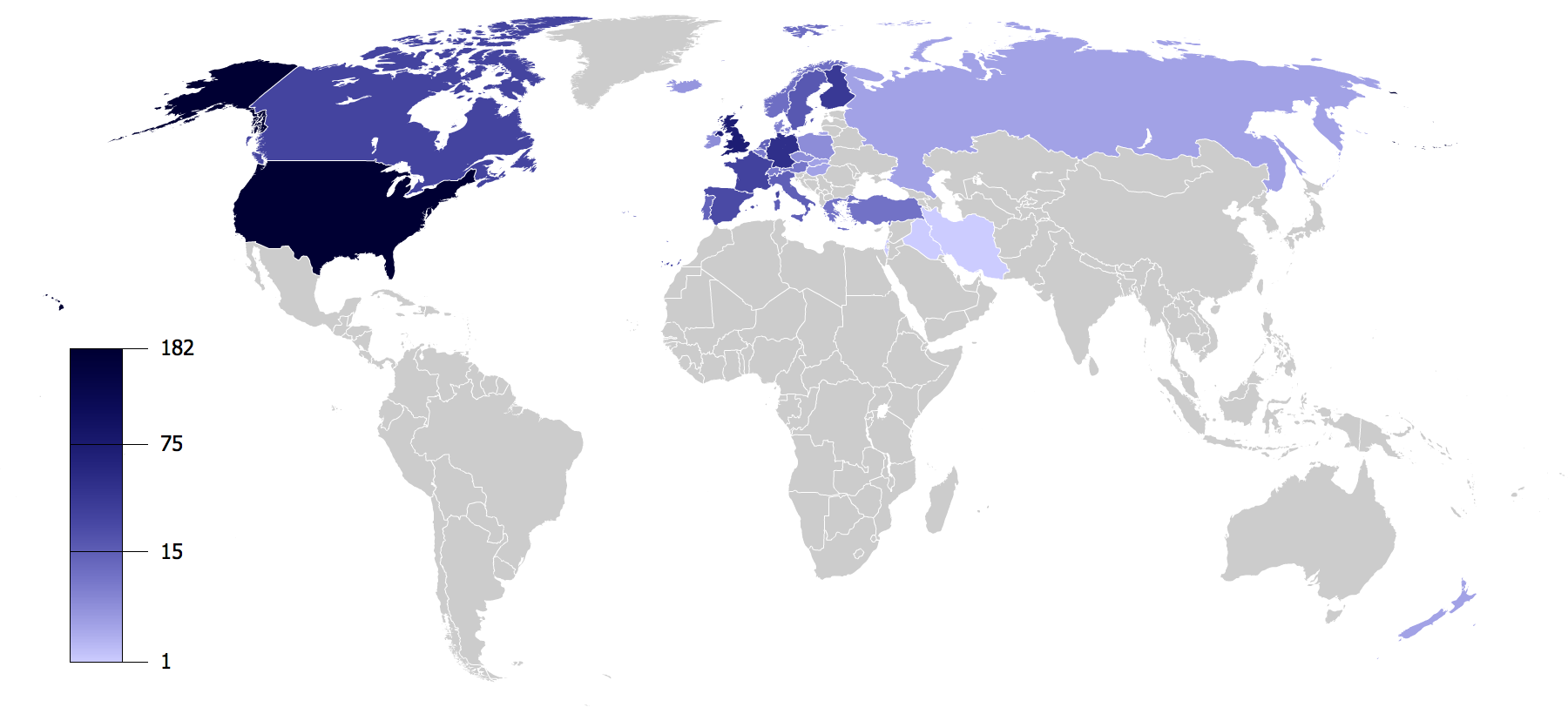
Кількість представників на зустрічах клубу від кожної країни за весь час їх проведення.

Більдерберзька група, також Більдерберзька зустріч, Більдерберзька конференція або Більдерберзький клуб — щорічна приватна конференція, в якій беруть участь від 120 до 150 осіб європейської та північноамериканської політичної еліти, експерти з промисловості, фінансів, наукових кіл та засобів масової інформації, створена в 1954 році.
Проводиться в дорогих готелях по всьому світу — найчастіше в Європі, а кожні чотири роки — в Канаді або США. Участь у конференції відбувається тільки за особистими запрошеннями. Деякими коментаторами організація трактувалася як таємний світовий уряд.
Актив цього клубу об'єднує 383 людини, з них 128 (одна третина) — американці, а решта — європейці й азійці (японці, корейці, сингапурці, представники Тайваню і Гонконгу). Штаб-квартира Більдербергського клубу розташована в Нью-Йорку, в приміщенні Фонду Карнегі.

## Зустрічі
Більдерберзький клуб отримав свою назву від готелю «Більдерберг» (Hotel de Bilderberg) в голландському місті Остербеці, де була проведена перша конференція, яка тривала з 29 по 31 травня 1954 року з ініціативи кількох осіб, у тому числі польського політика у вигнанні Джозефа Ретінгера та нідерландського принца Бернарда. Стурбовані зростанням антиамериканізму в країнах Західної Європи, вони запропонували провести міжнародну конференцію, на якій лідери європейських країн і США будуть збиратися з метою розвитку атлантизму — кращого порозуміння між культурами США і Західної Європи, зміцнення співробітництва в політичній, економічній сфері та з питань безпеки й оборони.
Зустрічі проходять у повній секретності, за особливими запрошеннями, дати їх скликання в пресі не оголошуються. Організацію нарад і безпеку учасників бере на себе та країна, на території якої збираються більдербергери — так їх стали іменувати за назвою готелю «Більдерберг» в голландському місті Остербеці, де в травні 1954 року відбулося перше засідання клубу. Будь-яка зустріч більдербергерів, незважаючи на повну таємність, викликає великий інтерес світової громадськості. Неможливо приховати приїзд в одне місце великої кількості відомих людей серед яких — президенти, королі, принци, канцлери, прем'єр-міністри, посли, банкіри, керівники найбільших корпорацій. Тим паче, що кожен із них приїздить з цілим почтом секретарів, кухарів, офіціантів, телефоністів і охоронців. Штаб-квартира Більдерберзького клубу міститься у Нью-Йорку, в приміщенні Фонду Карнегі.
Безпеку зустрічей забезпечує поліція та спецслужби країни, в якій проводиться засідання.
На зустрічі не допускаються сторонні, відсутня преса. Прийняті рішення тримаються в суворій таємниці. Список розглянутих питань публікується на офіційному сайті після зібрання. На зборах групи заборонено що-небудь записувати; заборонено робити заяви для преси й розголошувати дискусії, що відбуваються на цих зустрічах.
Відомі слова Девіда Рокфеллера, сказані ним в 1993 році:
|  | Нам було б неможливо розробити наш план для всього світу, якби він набув розголосу в ті роки. Але світ влаштований складніше і готовий йти до світового уряду. Наднаціональна верховна влада інтелектуальної еліти і банкірів світу, безсумнівно, краща, ніж національне самовизначення, поширене в минулі століття. Таким чином, ми зобов'язані тримати пресу в невіданні стосовно наших переконань, що становлять історичне майбутнє нашого століття. |

## Місця засідань
- 13—15 травня 1954 року — готель «Більдерберг», поблизу міста Арнем, Нідерланди (1-ша нарада).
- 18—20 березня 1955 року — Барбізон, Франція.
- 13—15 травня 1983 року — Шато Монтебелло, муніципалітет Монтебелло, Квебек, Канада.
- 14—17 травня 1998 року — Тернбері, Південний Ершир, Шотландія.
- 5—8 травня 2005 року — Дорінт Софітель Сіхотел Юберфахрт, Ротта-Егерн, Німеччина.
- 8—11 червня 2006 року — Брукстріт Хотів, Каната, Оттава, Онтаріо, Канада.
- 31 травня — 3 червня 2007 року — Ritz-Carlton, Шишлов, Стамбул, Туреччина.
- 5—8 червня 2008 року — Уестфілд Марріотт, Чентіллі, Вірджинія, США.
- 14—16 травня 2009 року — Астір Палац, Афіни, Греція.
- Пізніше у 2009 році — замок у долині Герцогині, Брюссель, Бельгія.
- 3—7 червня 2010 року — Сіджес, провінція Барселона, Іспанія.
- 9—12 червня 2011 року в Санкт-Моріц, Швейцарія.
- 31 травня — 3 червня 2012 року в Чентіллі, Вірджинія, США.
- 6—9 червня 2013 року — готель «The Grove» поблизу Лондона, Велика Британія (пройшла 61-ша зустріч).
- 29 травня — 1 червня 2014 року — Copenhagen Marriott, Данія.
- 11 по 14 червня 2015 року, Тельфс-Бухен, Австрія[5].
- 9—12 червня 2016 року, Дрезден, Німеччина[6].

## Учасники клубу

### Глави держав, урядів і короновані особи— учасники засідань
- Білл Клінтон, 42-й Президент США
- Маргарет Тетчер, 71-й прем'єр-міністр Великої Британії, колишній лідер Консервативної партії Великої Британії
- Тоні Блер, колишній прем'єр-міністр Великої Британії, колишній лідер Лейбористської партії Великої Британії
- принц Філіп (Велика Британія)
- Хуан Карлос I, король Іспанії
- Королева Софія Іспанська, дружина Хуана Карлоса I, короля Іспанії
- Беатрікс (королева Нідерландів)
- Валері Жискар д'Естен, колишній французький президент (і головний редактор конституції ЄС)

### Члени урядів
Постійними учасниками Більдербергського клубу є або були до смерті:
- Барак Обама — колишній президент США
- Альберт Гор — колишній віцепрезидент США
- Бен Бернанке — голова ФРС (федерального резервного фонду)
- Генрі Кіссінджер
- Девід Рокфеллер
- Нельсон Олдрич Рокфеллер
- Роберт Мак-Намара (демократ)
- Дональд Рамсфелд (республіканець)
- Збігнєв Бжезінський
- Алан Грінспен
- Кондоліза Райс — колишній Держсекретар США

### Політики США
- Річард Перл
- Пол Вулфовіц

### Політики Росії
Брали участь у засіданнях:
- Анатолій Чубайс 14—17 травня 1998 року, зустріч у Тернбері (Шотландія)
- Михайло Маргелов (голова Комітету з міжнародних справ Ради Федерації РФ)
- Лілія Шевцова (політолог із Фонду Карнегі в Москві) з 15 по 18 травня 2003 року, Версаль

## Дослідження
Серед дослідників — литовець Даніель Естулін.